# Schadows Schachklub

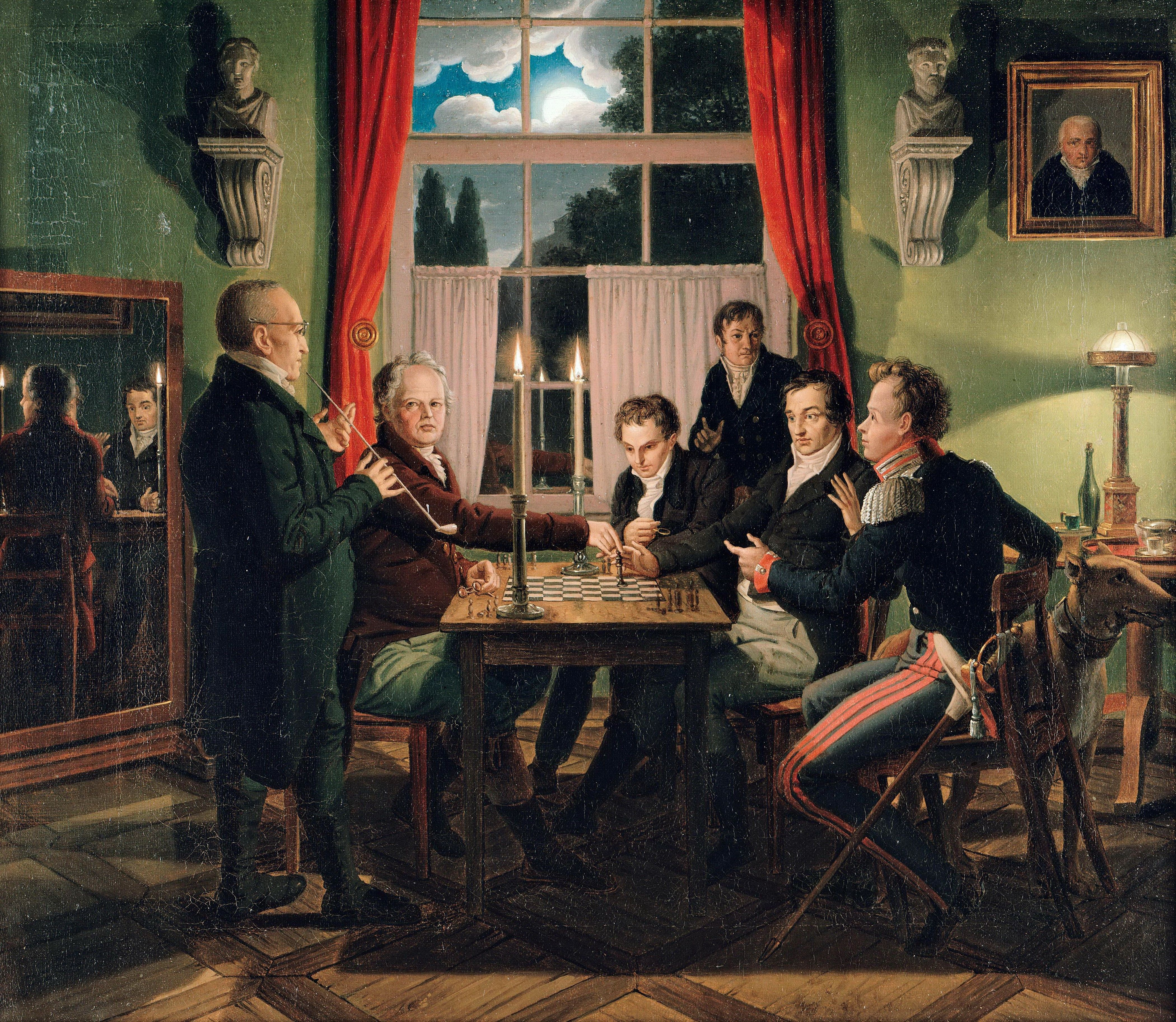
Johann Erdmann Hummel: „Die Schachpartie“ (um 1819)

Der Berliner Schachclub war der erste deutsche Schachverein, er bestand von 1803 bis 1847. Er wird auch als Schadows Schachklub bezeichnet, weil der Bildhauer Gottfried Schadow als Gründungsmitglied und zeitweiliger Vorsitzender eine wichtige Rolle einnahm.

## Voraussetzungen
In einem längeren Zeitraum um das Jahr 1800, in einer Epoche des Übergangs von uneingeschränkt absolutistischen zu bürgerlich-vordemokratischen Gesellschaftsordnungen, entstanden in Berlin wie anderswo zahlreiche Salons, Klubs und Vereine, in denen die neuen Gedanken und Entwicklungen debattiert wurden. Kenntnisse im Schachspiel waren unter den Anhängern der Aufklärung weit verbreitet, als „Spiel der Vernunft“ war es eine gesellschaftlich angesehene Beschäftigung.
Gottfried Schadow hatte sich aus einfachen Verhältnissen hochgearbeitet und als Hofbildhauer und Leiter der Akademie der Künste eine gehobene gesellschaftliche Stellung erreicht. Wie damals vielfach üblich, gehörte er verschiedenen Vereinigungen an: er war zum Beispiel Mitglied in einer Freimaurerloge, regelmäßiger Gast in der Singakademie und Mitbegründer des Berliner Künstler-Vereins. Unter seiner Mitwirkung entstand der erste deutsche Schachklub, über den er in seinen „Schreibkalendern“ ausführliche Informationen hinterließ. In diesen Oktavheften notierte Schadow täglich – halb auf Deutsch, halb auf Latein und schwer entzifferbar – welche Bücher er las, welche Vorträge er gehört hatte, welche Klubs er besucht und wen er dort getroffen hatte. Über vierzig Jahre lang hielt er sich mehrmals wöchentlich für jeweils zwei bis drei Stunden im Schachklub auf und machte Aufzeichnungen darüber.

## Entstehung und Mitglieder
Ein zeitgenössischer Autor mit dem Kürzel „L. B.“ hat die Entstehung des Schachklubs beschrieben. Danach trafen sich in den Sommermonaten des Jahres 1803 einige Männer regelmäßig abends im Berliner Tiergarten zum Gedankenaustausch und um gelegentlich eine Partie Schach zu spielen. Als der Winter kam, entstand der Gedanke, einen Schachklub zu gründen. „Drei aus ihrer Mitte erhielten den Auftrag, eine schickliche Wohnung zu miethen, die nöthigen Schachspiele zu besorgen, Gesetze zu entwerfen.“ Am 16. Oktober 1803 wurde der Klub eröffnet. Anfangs gehörten ihm 34 Mitglieder an, 1805 enthielt die Mitgliederliste schon 139 Namen. Das Vereinslokal lag in der Taubenstraße unweit des Brandenburger Tores.
Die Satzung des Vereins hatte 70 Paragraphen. Zu Beginn wurde festgelegt: „Der Schach-Klub bildet eine Gesellschaft, deren Mitglieder sich als Liebhaber des Schachspiels vereinigt haben, an einem bestimmten Ort in der Stadt täglich zusammenzukommen.“ Als alleiniger Zweck wurde bestimmt, „Schach zu spielen oder diesem Spiele zuzuschauen“.
Unter den Mitgliedern befanden sich Vertreter unterschiedlicher Fachgebiete wie der Arzt Christoph Wilhelm Hufeland, der Astronom Johann Franz Encke, der Philosoph und Bibliothekar Samuel Heinrich Spiker, der Pädagoge Lazarus Bendavid (Mitglied von Anfang an und bevorzugter Schachpartner Schadows), der Archäologe Aloys Hirt, der Staatsbeamte Georg Leopold von Reiswitz (der aus dem Schachspiel ein komplexes „Kriegsspiel“ zur Analyse militärischer Auseinandersetzungen entwickelte) und der Maler Johann Erdmann Hummel. Gelegentlich waren Clemens Brentano, Achim von Arnim und August Wilhelm Schlegel Gäste im Klub. 
Die Mitglieder waren meist aktive Vertreter der Spätaufklärung, sie traten ein für Toleranz und Gedankenfreiheit, das Schachspiel betrieben sie als eine Spielart vernünftigen Denkens. „Am Schachbrett trafen sie sich sozusagen auf neutralem Terrain, auf einer Abstraktionsebene höherer Ordnung, einer Metaebene, auf der alle Fähigkeiten, die sie in ihrem Beruf beweisen mussten, buchstäblich zum Zuge kamen, aber ohne metierbedingte Spezialkenntnisse.“
Man legte aber Wert auf Exklusivität. Wer aufgenommen werden wollte, musste die Empfehlung zweier Mitglieder vorweisen und eine angesehene gesellschaftliche Position bekleiden. Zur Mitgliedschaft konnten laut Satzung nur solche Personen vorgeschlagen werden, „welche zum Civil, Adelichem, bürgerlichen, geistlichen oder gelehrten Stande gehören“. Angehörige des Militärs waren damit als Mitglieder ausgeschlossen, hatten aber als gelegentliche Gäste Zutritt.
Ein Ölgemälde von Johann Erdmann Hummel, entstanden um 1819, zeigt eine typische Spielsituation jener Zeit, allerdings nicht in der Taubenstraße, sondern in ähnlicher Umgebung in der Wilhelmstraße. Zu sehen sind überwiegend Mitglieder von Schadows Schachklub, im Hintergrund am Fenster ist der Maler selbst zu erkennen. Schach war das einzige zugelassene Spiel, aber nicht die einzige Beschäftigung im Klub. Im „Lese-Cabinet“ gab es außer einer Präsenzbibliothek mit Schachliteratur auch eine Auswahl von Abonnementzeitungen. Hier war Gelegenheit zum Meinungsaustausch über Wissenschaft und Kunst, Literatur und Politik.
In den 1840er Jahren geriet der Klub in eine kritische Situation. Die Zahl der Mitglieder ging zurück. Ein eindeutiger Grund für den Niedergang ist nicht bekannt, die Ursachen werden in fehlender Nachwuchsarbeit und Überalterung gesehen. Auch die Energie Schadows, der inzwischen weit über 70 Jahre alt war, hatte nachgelassen. Im Jahre 1847 wurde der Schachklub aufgelöst.

## Überlieferte Schachpartien
Schachpartien, die im Klub selbst gespielt wurden, sind nicht erhalten. Dokumentiert sind aber die im Namen des Klubs von Julius Mendheim geleiteten Partien zweier Korrespondenzwettkämpfe. Diese wurden zwischen 1829 und 1836 mit wechselndem Erfolg gegen den Breslauer (2:0) und Hamburger Schachklub (0:1, =1) ausgetragen. Die Führung der Partien (2:0) gegen Posen in den Jahren 1839/40 wurde dann Spielern der inzwischen gegründeten Berliner Schachgesellschaft anvertraut, was das gute Verhältnis zwischen den ältesten Berliner Schachvereinen belegt.

## Bewertung
Die meisten Schachhistoriker sehen in „Schadows Schachklub“ nur eine Vorstufe des ernsthaften, leistungsfähigen Vereinsschachs, dessen Anfang sie mit der Gründung der Berliner Schachgesellschaft im Jahre 1827 verbinden. Dort gab es keine elitären Zugangsbeschränkungen, somit fanden auch jüngere, ehrgeizige Spieler Aufnahme und Entwicklungsmöglichkeiten. Der ältere Schachklub wurde danach schon bald der „Alte Club“ genannt und kritisch beurteilt. Der Diplomat und ausgezeichnete Schachspieler Tassilo von Heydebrand und der Lasa schrieb 1859 in seinen Erinnerungen zwar einleitend, er habe „keine hinreichend genauen Nachrichten“ über die Anfänge des Schachspiels in Berlin, meinte dann aber, dass „die Combinationen damals von einem sehr beschränkten methodischen und schwerfälligem Geiste beherrscht werden. Auch die praktischen Erfolge können danach nicht bedeutend gewesen sein. […] Jedenfalls, wenn es in Berlin starke Spieler gegeben hätte, ist doch ihre Kunde nicht bis auf uns gekommen. Für uns ist es also, als hätten sie nicht existiert.“
Nach den bekannten Quellen war der Berliner Schachklub von 1803 zwar kein sportlich-spielstarker Verein, aber auch keine Vereinigung untalentierter Honoratioren. Im gesellschaftlichen und kulturellen Leben Berlins hatte er in der ersten Hälfte des 19. Jahrhunderts einen festen Platz.